# ФК Младост Доња Слатина
ФК Младост је фудбалски клуб из Доње Слатине у општини Шамац који се такмичи у оквиру Подручна чига РС - Модрича-Шамац група Шамац. Клуб је на крају сезоне 2010/11. заузео треће мјесто у Другој лиги Републике Српске — Запад.

## Историја
Младост је основана 1936. године у оквиру Соколског друштва Доња Слатина у Краљевини Југославији. Угашена је 1941. ради Другог свјетског рата да би 1951. била обновљена под именом „Задругар“. Након двије године, односно 1953, клубу је враћен назив Младост. У вријеме СФРЈ, клуб се такмичио у Међуопштинској лиги Посавине и Зонској лиги.

## Списак фудбалера
- Тешић Радослав
- Кадић Армин
- Жерић Синиша
- Ђурић Нико
- Илић Драган
- Лакић Јовица
- Чолић Тарик
- Илић Немања
- Илић Милош
- Џафић Џафер
- Мишић Крста
- Бјелић Душан
- Хусеинбашић Недим
- Видаковић Дејан
- Карановић Марио
- Тодић Славен
- Миличевић Панто
- Палежница Никола
- Ивановић Марко
- Дејић Саша
- Бијелић Немања

## Досадашњи успјеси
- Друга лига Републике Српске у фудбалу - Запад 2018/19. (3. мјесто)
- Друга лига Републике Српске у фудбалу - Запад 2017/18. (2. мјесто)
- Друга лига Републике Српске у фудбалу — Запад 2011/12. (2. мјесто)
- Друга лига Републике Српске у фудбалу — Запад 2010/11. (3. мјесто)
- Регионална лига Републике Српске у фудбалу — Центар 2009/10. (1. мјесто)
- Регионална лига Републике Српске у фудбалу — Центар 2008/09. (2. мјесто)
- Куп Републике Српске у фудбалу 2009/10. (полуфинале)